# Stactobia urania
Stactobia urania är en nattsländeart som beskrevs av Malicky 1976. Stactobia urania ingår i släktet Stactobia och familjen smånattsländor. Inga underarter finns listade i Catalogue of Life.